# Zwerg-Pippau
Der Zwerg-Pippau (Crepis pygmaea) ist eine Pflanzenart aus der Gattung Pippau (Crepis) in der Familie der Korbblütler (Asteraceae).

## Beschreibung

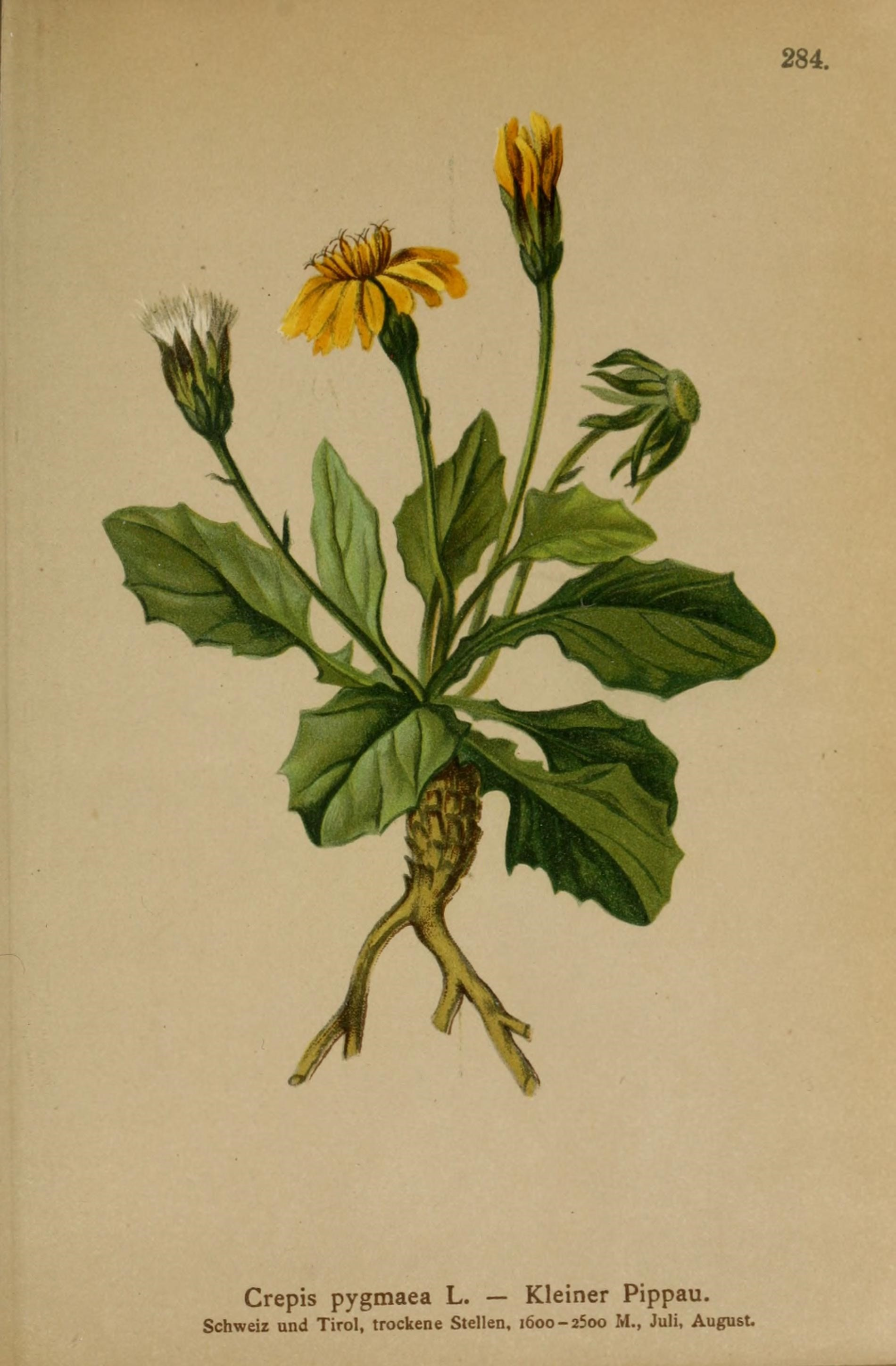
Illustration aus Atlas der Alpenflora

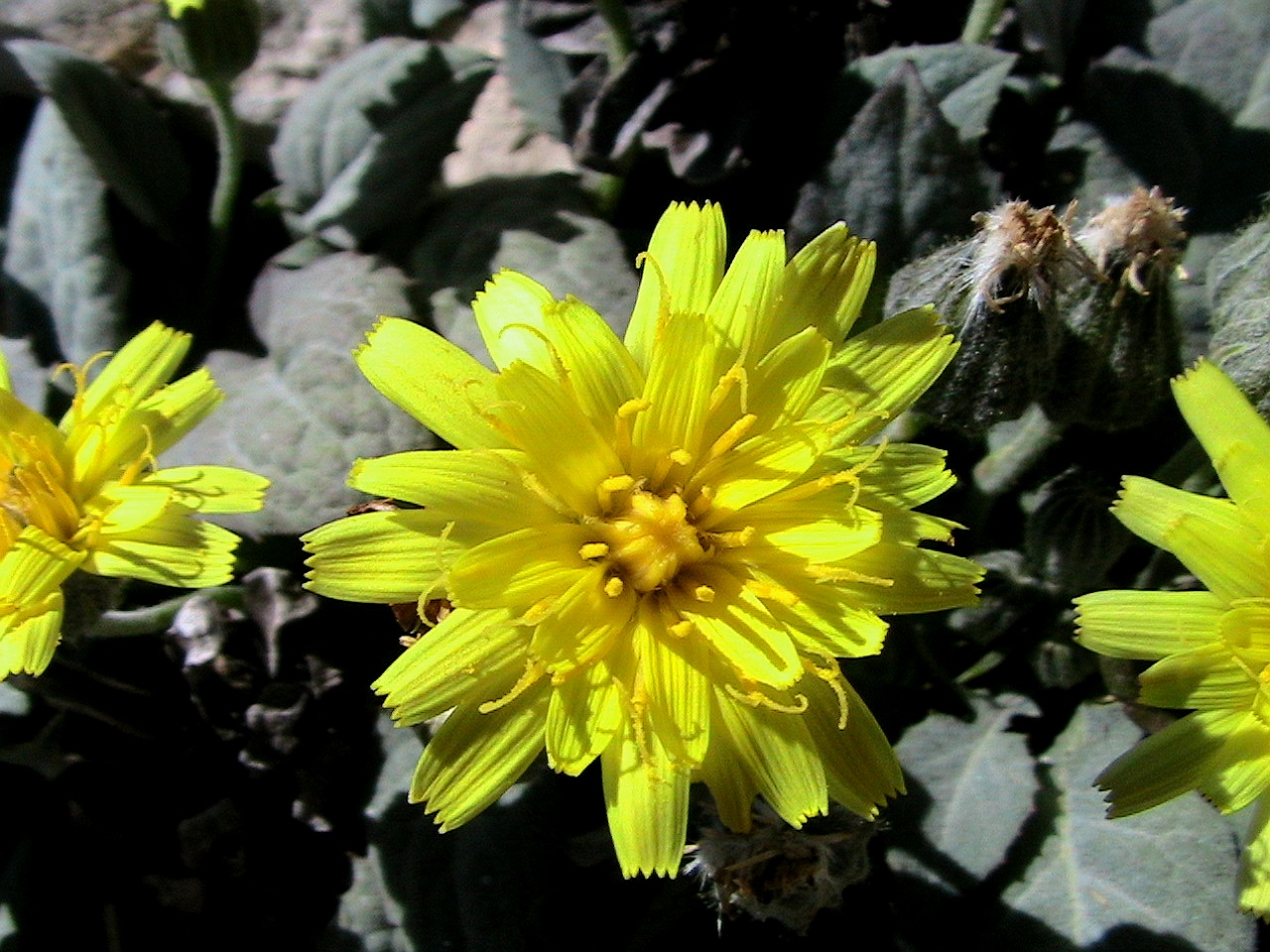
Blütenkorb, gut zu erkennen sind die 5 Kronzipfel der Zungenblüten

### Vegetative Merkmale
Der Zwerg-Pippau wächst als ausdauernde krautige Pflanze und erreicht Wuchshöhen von 2 bis 15 Zentimetern. Die Stängel sind bogig aufsteigend, meist verzweigt, ein- oder mehrköpfig, weißfilzig oder kahl, oft violett überlaufen. Sie sind wenig beblättert. Die oberirdischen Pflanzenteile sind filzig behaart. Die Laubblätter sind eiförmig und kahl oder flaumig-filzig. Die unteren Laubblätter sind herzförmig und meist lang gestielt. Die oberen Laubblätter unregelmäßig fiederteilig mit sehr großem Endabschnitt und kleinen Seitenabschnitten. Die Blattunterseite ist oft violett überlaufen.

### Generative Merkmale
Die Blütezeit reicht von Juli bis August. Der körbchenförmige Blütenstand mit einem Durchmesser von etwa 2 bis 3 Zentimeter enthält nur Zungenblüten. Die Hülle ist glockenförmig, weißfilzig und 10 bis 15 Millimeter lang. Die gelbe Zungenblüte besitzt einen gelben Griffel.
Die Achänen sind 4 bis 6 Millimeter lang und haben 20 bis 25 körnig raue Rippen. Der Pappus ist 7 bis 10 Millimeter lang, weiß und biegsam.
Die Chromosomenzahl beträgt 2n = 8 oder 12.

## Ökologie
Der Zwerg-Pippau ist durch seine sehr langen, manchmal rhizomartig austreibenden Stängel ein Besiedlungspionier feuchter Schutthänge. Er stellt einen Übergang zwischen der Schuttstauern und den Schuttwanderern dar. Bei ihm wurde Apogamie nachgewiesen.

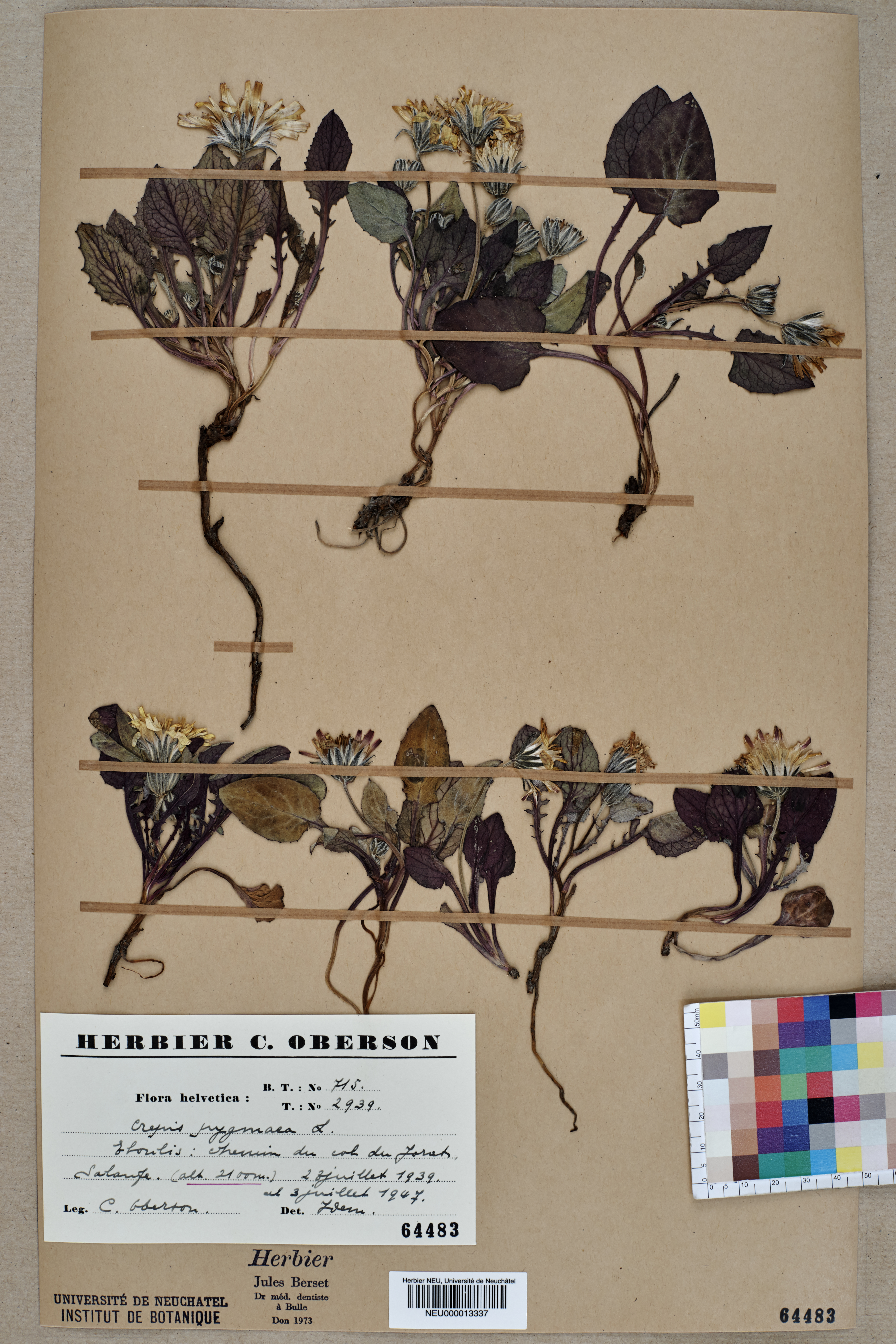
Herbarexemplare

## Vorkommen
Die Hauptverbreitungsgebiete des Zwerg-Pippau sind die Pyrenäen und die Westalpen. Fundortangaben für den Zwergpippau gibt es für Spanien, Andorra, Frankreich, die Schweiz und Österreich vor. In Österreich wurde diese Art erstmals 2003 auf der Rax nachgewiesen.
Der Zwerg-Pippau gedeiht auf feuchten Grobschutthängen in Höhenlagen von 1500 bis 2900 Metern. im Kanton Wallis erreicht er 2700 Meter.
Die ökologischen Zeigerwerte nach Landolt & al. 2010 sind in der Schweiz: Feuchtezahl F = 3 (mäßig feucht), Lichtzahl L = 5 (sehr hell), Reaktionszahl R = 5 (basisch), Temperaturzahl T = 1+ (unter-alpin, supra-subalpin und ober-subalpin), Nährstoffzahl N = 2 (nährstoffarm), Kontinentalitätszahl K = 3 (subozeanisch bis subkontinental).

## Taxonomie
Die Erstveröffentlichung von Crepis pygmaea erfolgte 1753 durch Carl von Linné in Species Plantarum, Tomus II, S. 805.